# Úlcera péptica
Úlcera péptica é uma lesão no revestimento do estômago, no duodeno ou, raramente, na parte final do esófago. Uma úlcera no estômago denomina-se úlcera gástrica, enquanto que uma no duodeno se denomina úlcera duodenal. Os sintomas mais comuns são acordar de noite com dor na parte superior do abdómen ou dor na parte superior do abdómen que melhora ao comer. A dor é muitas vezes descrita como ardor ou dor ligeira constante. Entre outros possíveis sintomas estão a eructação, vómitos, perda de peso ou perda de apetite. Cerca de um terço das pessoas não manifesta sintomas. Entre as possíveis complicações estão a hemorragia gastrointestinal, perfuração gastrointestinal e obstrução da saída gástrica. Cerca de 15% das pessoas apresentam hemorragia.
As causas mais comuns são a bactéria Helicobacter pylori e os anti-inflamatórios não esteroides. Entre as outras possíveis causas está o fumar, o stresse devido a doença grave, a doença de Behçet, a síndrome de Zollinger-Ellison, a doença de Crohn e a cirrose hepática. As pessoas idosas são mais sensíveis aos efeitos dos anti-inflamatórios não esteroides. O diagnóstico pode ser suspeitado com base nos sintomas e confirmado com endoscopia ou ingestão de bário. A presença de H. pylori pode ser confirmada com análises ao sangue que detectam a presença de anticorpos, com um teste rápido da urease, com exames às fezes para observar sinais da bactéria ou com uma biópsia do estômago. Entre outras doenças que produzem sintomas semelhantes à úlcera péptica estão o cancro do estômago, a doença arterial coronária, a inflamação do revestimento do estômago ou cálculos na vesícula.
A dieta não tem um papel significativo nem na causa nem na prevenção de úlceras. O tratamento consiste em deixar de fumar, deixar de tomar anti-inflamatórios não esteroides, em deixar de ingerir bebidas alcoólicas e em medicamentos para diminuir a acidez do estômago. Os medicamentos usados são geralmente ou um inibidor da bomba de protões ou um antagonista do receptor H2 ao longo de quatro semanas recomendadas de tratamento inicial. As úlceras causadas por H. pylori são tratadas com uma combinação de medicamentos como a amoxicilina, claritromicina e um inibidor da bomba de protões. Como a resistência antibiótica está a aumentar, o tratamento com antibióticos nem sempre é eficaz. As úlceras hemorrágicas podem ser tratadas com cirurgia por endoscopia, sendo usada cirurgia aberta apenas nos casos em que a endoscopia não foi eficaz.
As úlceras pépticas afetam cerca de 4% da população. Em 2013 ocorreram cerca de 53 milhões de novos casos. Cerca de 10% das pessoas desenvolve uma úlcera péptica em determinado momento da vida. A doença foi a causa de 301 000 mortes em 2013, uma diminuição em relação às 327 000 mortes em 1990. A identificação da H. pylori como causa das úlceras pépticas foi feita por  Barry Marshall e Robin Warren em finais do século XX, uma descoberta pela qual lhes foi atribuído o Prémio Nobel de Medicina em 2005.